# عزبة حسين عمرو
قرية عزبة حسين عمرو هي إحدى القرى التابعة لمركز دمنهور في محافظة البحيرة في جمهورية مصر العربية. حسب إحصاءات سنة 2006، بلغ إجمالي السكان في عزبة حسين عمرو 1257 نسمة، منهم 657 رجل و600 امرأة.